# Beaver River (Churchill River)
Der Beaver River (wörtlich übersetzt „Biber-Fluss“) ist ein großer Fluss im östlichen Zentral-Alberta und in Zentral-Saskatchewan in Kanada.
Der Beaver River hat ein Einzugsgebiet von 14.500 km² in Alberta, wo er das Seensystem im Lac La Biche County entwässert. Die Gesamtlänge beträgt 491 km.
Der Fluss wurde zuerst in der Turnor Map aus dem Jahre 1790 erwähnt und in der Harmon Map aus dem Jahr 1820 bestätigt.

## Verlauf des Flusses
Der Beaver River hat seinen Ursprung im Beaver Lake südlich von Lac La Biche und der Northern Woods and Water Route. Er fließt in südlicher Richtung und wendet sich dann nach Osten und überquert die Grenze von Alberta zu Saskatchewan südlich von Cold Lake. An dieser Stelle beträgt sein mittlerer Abfluss 20,7 m³/s. 
Er setzt seinen Weg nach Osten fort bis zur Siedlung Green Lake, wo er sich nach Norden wendet und in den See Lac Île-à-la-Crosse mündet, der zum Churchill Lake-Seensystem gehört. Von dort fließt das Wasser über den Churchill River zur Hudson Bay. 

## Nebenflüsse
- Amisk River
- Fork Creek
- Columbine Creek
- Mooselake River
  - Thinlake River
- Sand River
  - Wolf River
- Manatokan Creek
- Jackfish Creek
- Marie Creek
- Muriel Creek
- Reita Creek
- Redspring Creek
- Makwa River
- Meadow River
- Waterhen River

## Fauna
Im Beaver River finden sich u. a. folgende Fischarten: Glasaugenbarsch, Kanadischer Zander (Sander canadensis), Amerikanischer Flussbarsch, Hecht, Amerikanischer Seesaibling, Heringsmaräne, Amerikanische Kleine Maräne (Coregonus artedi), Catostomus commersonii, Catostomus catostomus catostomus und Quappe.